# Lawrence Gonzi
Lawrence Gonzi (Pietà, 1 de julho de 1953) é o ex-primeiro-ministro de Malta. Foi também líder do Partido Nacionalista de Malta (em maltês Partit Nazzjonalista). Ele tornou-se primeiro-ministro em 23 de março de 2004, na sequência da reforma de Eddie Fenech Adami, e deixou o cargo a 11 de março de 2013.

## Família
Gonzi é filho de Luigi Gonzi e Ines Galea, e sobrinho-neto de Mikiel Gonzi, ex-arcebispo de Malta. É casado com Catherine (Callus) Gonzi, e tem três filhos: David, Mikela e Paul.

## Atividade política
Em 1987 Lawrence Gonzi contestou sem sucesso as eleições gerais, junto com seu partido, o Nacionalista. Ele foi indicado líder do parlamento em 1988, e em 1992 foi novamente indicado por unanimidade. Gonzi contestou novamente as eleições em 1996, e desta vez foi bem sucedido. Como membro da oposição no parlamento ele atuou como "ministro paralelo" sobre política social, como secretário do bloco nacionalista do parlamento, líder da bancada e depois secretário-geral do partido. Em 1998 ele retornou e foi apontado como Ministro de Política Social. Em maio de 1999 ele foi indicado como primeiro-ministro e líder da casa.
Gonzi foi novamente bem sucedido em 2003, e após a renúncia de Edward Fenech Adami como primeiro ministro e líder do partido, ganhou a disputa da liderança em março de 2004. Ele foi indicado primeiro-ministro logo em seguida. Após 2004, Gonzi tornou-se também ministro das Finanças, e como tal, seguiu os critérios do Tratado de Maastricht, conduzindo Malta para a Zona do Euro.
Nas eleições gerais de 2008 que ocorreram a 8 de março, Gonzi foi novamente eleito primeiro-ministro. Ele conduz o país com planos em relação à Europa e também para temas locais, planejamento e meio-ambiente, assuntos militares, desenvolvimento sustentável e turismo. Auxiliando-o como secretários parlamentares estão Mario de Marco como Secretário Parlamentar de Turismo, e Chris Said como Secretário Parlamentar para o Diálogo Público e Informação. Gonzi foi também confirmado como líder do Partido Nacionalista pela 2ª vez em 11 de maio de 2008.